# Gaspar de Molina y Zaldívar
Gaspar de Molina y Zaldívar Rocha y Micón, caballero de la Orden de Santiago, III marqués de Ureña y IV conde de Saucedilla (Cádiz, 9 de octubre de 1741 - Isla de León, hoy San Fernando, 3 de diciembre de 1806), arquitecto, ingeniero, brigadier de los Reales Ejércitos y Gentilhombre de la Cámara del Rey pintor, poeta y viajero ilustrado español. 

## Biografía
Hijo de Juan Antonio de Molina y Rocha II marqués de Ureña y de Tomasa Zaldívar y Micón. Inició sus primeros estudios en Cádiz, pasando posteriormente al ser alumno del Real Seminario de Nobles de Madrid. 
Regidor perpetuo de Mecida e intendente de la Marina, trazó en 1791 la planta del Real Observatorio Astronómico de la Armada en San Fernando (Cádiz). Dirigió también las obras de la Población militar de San Carlos. 

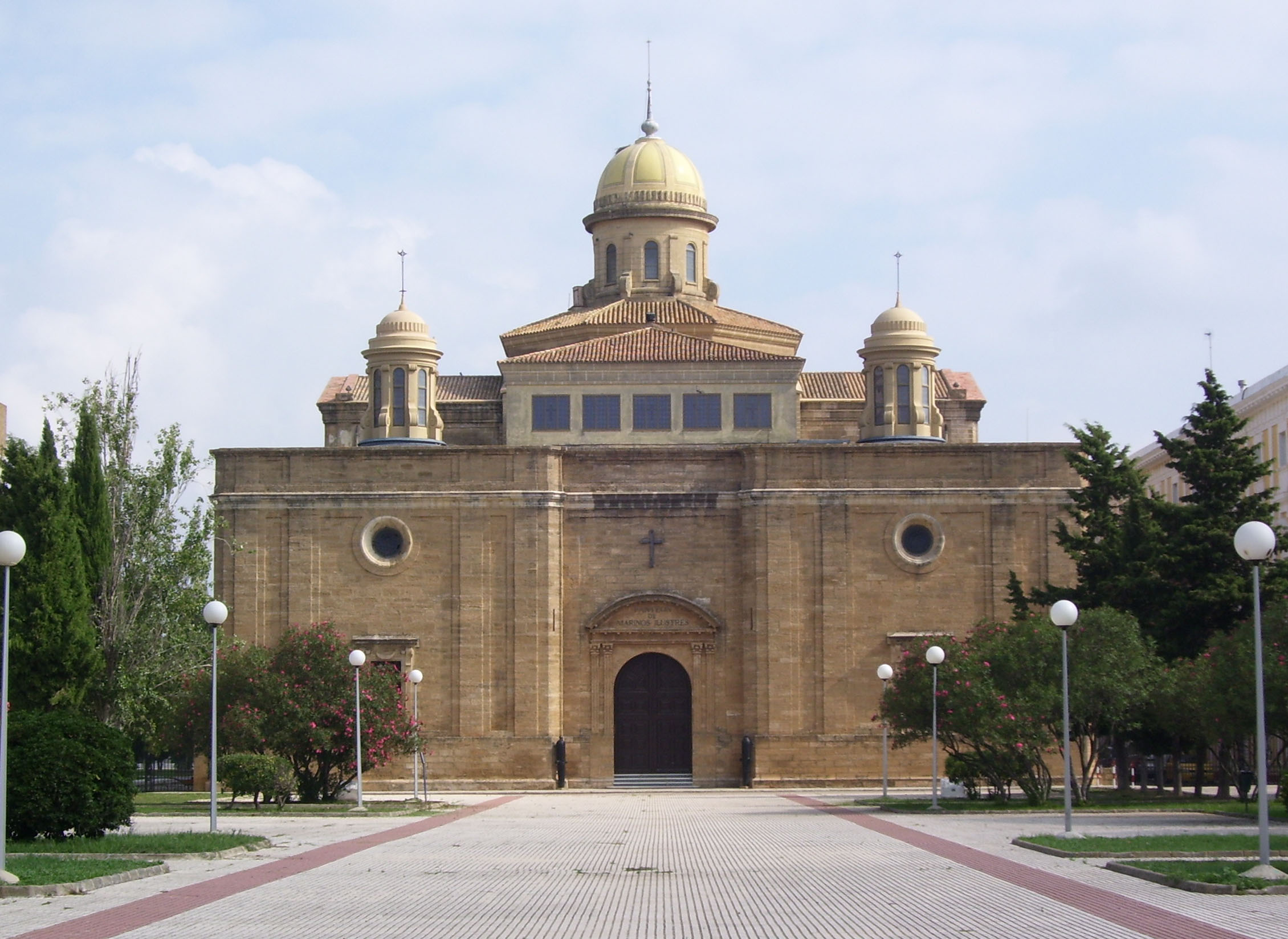
Panteón de Marinos Ilustres (San Fernando, Cádiz), del arquitecto Gaspar de Molina y Zaldívar.

Escribió unas Reflexiones sobre la arquitectura, ornato, y música del templo, contra los procedimientos arbitrarios sin consulta (Madrid: D. Joachîn Ibarra, 1785). 
Su obra más importante, rescatada del olvido y la inedición en nuestros días, es la relación del viaje que realizó entre 1787 y 1788 con motivo de pasar a París como embajador su amigo el conde de Fernán Núñez y que le llevó desde Segovia a Irún, París, donde permaneció seis meses, Londres y diversas ciudades de Inglaterra, Holanda y Flandes, para acabar de nuevo en París, donde concluye el relato. El escrito destaca por sus noticias sobre arte, medicina, física, química, zoología, agricultura, botánica, manufacturas industriales, transportes, artesanía, comercio, obras públicas y medios y vías de transporte.
Realiza un informe negativo sobre los riesgos del embalse de Puentes en Lorca el 28 de junio de 1792 para el Consejo de Castilla 4 5. Dicha presa se derrumbaría el 30 de abril de 1802 con más de 600 muertos.
Fue miembro honorario de las Reales Academias Española, de la Historia y de Bellas Artes de San Fernando.
Graduado de la Junta del Monte Pio de Reales Oficinas

## Obras
- Conclusiones de letras humanas que defenderán en el Real Seminario de Nobles de Madrid .Don Carlos de los Rios, Conde de Fernán Nuñez, Don Pedro Velarde, Don Francisco Velarde y Don Gaspar de Molina, marqués de Ureña 1754 Impresor Joaquin Ibarra. Madrid.
- Oratio de veteri adolescentium institutione apud hispanos revocanda. 1755 Gab. Ramírez Tipógrafo. Madrid
- Conclusiones de Physica experimental, que defenderá en presencia de los reyes, nuestros señores, D. Fernando VI y Dª María Bárbara ... don Gaspar de Molina, Marqués de Ureña. 1757 Impresor Joaquin Ibarra. Madrid.
- La posmodia  de Gaspar de Molina y Zaldívar, marqués de Ureña
- La posmodia por uno que la escribió en Siam. Poema en cuatro cantos por Gaspar de Molina y Zaldívar, Marqués de Ureña.
- El imperio del piojo , 1784. Recuperado por Don Severino Amaro. Sevilla
- Reflexiones sobre la arquitectura, ornato, y música del templo :contra los procedimientos arbitrarios sin consulta de la Escritura Santa, de la disciplina rigurosa, y la crítica facultativa. 1785 Impresor Joaquin Ibarra. Madrid.